# Tamlyn Tomita
Tamlyn Naomi Tomita (Illa de Okinawa, 27 de gener de 1966) és una actriu i cantant japonesa. Ella va fer el seu debut a la pantalla gran a Karate Kid 2 (1986), i més tard va actuar en pel·lícules com Come See the Paradise (1990), The Joy Luck Club (1993), Picture Bride (1994), Four Rooms (1995), Robot Stories (2003), i The Day After Tomorrow (2004). També apareix en la reeixida sèrie The Good Doctor. En 1991, Tomita va ser nomenada una de les "Persones Més Belles" per Revista People.

## Primers anys
Tamlyn Tomita va néixer en Okinawa, filla de Shiro i Asako Tomita. El seu pare era un distingit japonès-americà que va ser internat en Manzanar, Califòrnia, durant la Segona Guerra Mundial, i més tard va treballar d'oficial per a la policia de Los Angeles, arribant al rang de sergent i ajudant a formar la primera força asiàtica en aquest departament. El seu pare va morir de càncer en 1990. Tomita es va graduar de la Granada Hills High School de la Vall de San Fernando de Los Angeles.
Abans de convertir-se en actriu, Tamlyn Tomita va guanyar el títol de "reina" en la desfilada dels Àngels de la Setmana Nisei el 1984, i Miss Nikkei International en 1985. El 1987 va fer el seu debut com a cantant amb el segell discogràfic Polydor, llançant un senzill i un àlbum.

## Carrera
En 1984, Tamlyn Tomita va tenir la seva gran oportunitat de viatjar com la Reina de Nisei Setmana a Hawái quan va ser seleccionada com a part d'un càsting pel director John G. Avildsen per debutar com a actriu a Karate Kid 2 interpretant a Kumiko, el personatge que desperta l'interès amorós de Daniel Larusso (Ralph Macchio).
Més tard va tenir papers importants en una sèrie de pel·lícules independents. El 1990 va actuar en la pel·lícula Come See the Paradise, que va ser escrita i dirigida per Alan Parker. El 1993 co-va protagonitzar al costat de Ming-Na Wen el drama The Joy Luck Club i en 1994 va actuar en la pel·lícula independent Picture Bride. El 1995 va aparèixer al costat d'Antonio Banderas en la comèdia Four Rooms de Robert Rodriguez.
En 20th Century Fox Tomita ha tingut papers en altres pel·lícules independents, i coprotagonitzat diverses grans produccions de Hollywood. En 2004 va aparèixer en la pel·lícula de desastre natural The Day After Tomorrow, dirigida per Roland Emmerich, interpretant a Janet Tokada, la científica del clima que s'uneix amb el professor de climatologia Jack Hall (Dennis Quaid). En 2005, va protagonitzar la pel·lícula de drama brasilera Gaijin 2: Estima'm com sóc i també va actuar en les pel·lícules independents Robot Stories (2003) i Only the Brave (2006). També va aparèixer en L'Ull (2008) i Tekken (2009).

### Televisió
De 1987 a 1989, va ser membre del repartiment regular en la sèrie de la NBC Santa Barbara.
De 1996 a 1997, Tomita va ser membre del repartiment regular en l'efímera sèrie de drama The Burning Zone. Durant la seva carrera com a actriu convidada va participar en Quàntum Leap, Living Single, Murder, She Wrote, Chicago Hope, Will & Grace, Nash Bridges, The Shield, Forta Medicina, Stargate SG-1, Stargate: Atlantis, El mentalista, Private Practice, True Blood i molts altres drames i comèdies. Va tenir papers recurrents en Crossing Jordan, JAG, 24, Eureka, Herois, Llei i ordre: Los Angeles, Glee, Resurrecció i How to Get Away with Murder.
En 2008, va fer el seu retorn actuant en Hospital General de l'ABC.
En 2012 va tenir un altre paper recurrent en la sèrie d'NBC Days of Our Lives. A més, des de 2013 és personatge recurrent en la sèrie juvenil d'MTV Teen Wolf, com Noshiko Yukimura.
Va aparèixer també en la sèrie de Netflix Zoo com la madrastra del protagonista.
També va participar en la reconeguda sèrie The Good Doctor.

## Filmografia (Selecció)

### Pel·lícules
| Any  | Títol                       | Títol original              | Paper                | Notes               |
| ---- | --------------------------- | --------------------------- | -------------------- | ------------------- |
| 1986 | Karate Kid 2                | The Karate Kid, Part II     | Kumiko               | Va ser el seu debut |
| 1990 | Hiroshima: Out of the Ashes | Hiroshima: Out of the Ashes | Sally                |                     |
| 1990 | Benvingut al paradís        | Come See the Paradise       | Lily Yuriko Kawamura |                     |
| 1993 | El club del bon estel       | The Joy Luck Club           | Waverly - La filla   |                     |
| 1995 | Quatre habitacions          | Four Rooms                  | Esposa               |                     |
| 1999 | Life Tastes Good            | Life Tastes Good            | Julie Sado           |                     |
| 2004 | El dia de demà              | The Day After Tomorrow      | Janet Tokada         |                     |
| 2006 | Only the Brave              | Only the Brave              | Mary Takata          |                     |
| 2008 | Visions                     | The Eye                     | Sra. Cheung          |                     |
| 2010 | Tekken                      | Tekken                      | Jun Kazama           |                     |
| 2016 | The Unbidden                | The Unbidden                | Lauren Lee           |                     |

### Sèries
| Any       | Títol                          | Títol original   | Paper                | Notes       |
| --------- | ------------------------------ | ---------------- | -------------------- | ----------- |
| 1996-1997 | The Burning Zone               | The Burning Zone | Dr. Kimberly Shiroma | 11 episodis |
| 2010-2011 | La Llei i l'Ordre: Los Angeles | Law & Order: LA  | Miwako Nishizawa     | 10 episodis |
| 2013-2017 | Teen Wolf                      | Teen Wolf        | Noshiko Yukimura     |             |
| 2016      | Estació de Berlin              | Berlin Station   | Sandra Abe           | 10 episodis |
| 2017-2019 | The Good Doctor                | The Good Doctor  | Allegra Aoki         | 50 episodis |
| 2021      | Cobra Kai                      | Cobra Kai        | Kumiko               | Temporada 3 |